# Alvise Borghi
Alvise Borghi (Crema, 25 ottobre 1957) è un autore televisivo e personaggio televisivo italiano.

## Biografia
Dopo essersi laureato in Medicina con specializzazione in Psichiatria alla Statale di Milano, a fine anni ottanta ha cominciato a lavorare come autore televisivo e giornalista pubblicista.
Dopo un esordio su Rai 1 nel 1987 per il programma Carnevale, nel 1988 ha lavorato per il varietà di Rai 2 Mare contro mare. Subito dopo è passato alle reti Fininvest, dove ha consolidato la sua attività di autore, collaborando con il gioco estivo Bellezze al bagno e il suo corrispettivo invernale Bellezze sulla neve (nei quali appariva anche in video in qualità di giudice di gara). Nei primi anni novanta ha lavorato per La grande sfida, le prime edizioni di Scherzi a parte e nell'edizione 1992 di Il TG delle vacanze, del quale è stato anche produttore esecutivo, ed è diventato autore per i programmi di Mike Bongiorno dal 1993, subentrando a Illy Reale in qualità di autore per La ruota della fortuna, e seguendo il conduttore anche in Bravo Bravissimo, Viva Napoli, Telemania, il Festival di Sanremo 1997 e Genius.
Dal 1999, in qualità di autore per Passaparola, ha instaurato un sodalizio artistico con Gerry Scotti, seguendolo poi in altre trasmissioni come Chi ha incastrato lo zio Gerry?, Chi vuol essere milionario?, 50-50, Io canto, Lo show dei record, Avanti un altro!, The Money Drop, Caduta libera e  The Wall. Ha collaborato inoltre per il docu-reality Ultima razzia, il quiz 1 contro 100 e, per SKY, Sei più bravo di un ragazzino di 5ª?.
Ha pubblicato alcuni libri legati all'esperienza di Passaparola, e ha condotto, insieme a Gerry Scotti, la versione radiofonica del quiz andata in onda su R101 e intitolata Sbanca 101.

## Opere
- Giochi di parole, Edizioni Piemme, 2000
- I giochi del Gadano, Edizioni Piemme, 2000
- Pazzaparola, Baldini & Castoldi, 2001
- Non ho un fisico da bronzo di Rialto, Baldini & Castoldi, 2003